# Бобрава (Белгородская область)
Бобра́ва — село в Ракитянском районе Белгородской области России. Административный центр Бобравского сельского поселения.

## География
Село расположено в западной части Белгородской области, в верхнем течении реки под названием Бобрава/Бобравка (левый приток Псла).

## История

### Происхождение названия
Село позаимствовало своё название у реки, в верховьях которой расположено.

### Исторический очерк
Упоминание о селе встречается еще в 1779 году в описании Харьковского наместничества: «…хутор на речке Бобров – 480 черкас…».
В 1862 году село имело двойное название: «…слобода владельческая Бобрава (Бобровский хутор) при пруде Бобров. Дворов — 190, мужчин — 752, женщин — 699, церковь…».
В 1835 году на средства князя Юсупова и прихожан в Бобраве, тогда еще слободе, была построена Татьяновская церковь — деревянная церковь на каменном фундаменте с колокольней (полностью разобрана при Советской власти в 1937 году).
С июля 1928 года село Бобрава — центр Бобравского сельского Совета (село и семь поселков) в Ракитянском районе.
Во второй половине 1950-х годов в Бобравском сельсовете Ракитянского района — два села (Бобрава и Борисполье) и десять поселков.
На 17 января 1979 года в селе Бобраве 1742 жителя, на 12 января 1989 года — 1457 (637 мужчин, 820 женщин).
В начале 1990-х годов село Бобрава — центр колхоза «Красное знамя» (в 1992 году — 580 колхозников), занятого растениеводством и животноводством.
В 1997 году село Бобрава (470 домовладений, 1431 житель) — центр Бобравского сельского округа (2 села, 2 поселка) в Ракитянском районе.

## Население
В 1931 года в селе Бобраве 3287 жителей.
| 2002 | 2010  |
| ---- | ----- |
| 1441 | ↘1419 |

## Прославленные уроженцы
Бобрава — родина четырех Героев Советского Союза: В.М. Евдошенко (1924—2003), А.И. Палиева (1921—1980), Н.К. Сакова (1923—1996).Тимченко 

## Интересные факты
- Ниже села по течению одноимённой реки находится одноимённое село (в Курской области).